# Кукийское кладбище
Кукийское кладбище (груз. კუკიის სასაფლაო) — некрополь в Кукийском районе Тбилиси, на склоне холма Махата (груз. მახათა). Одно из старейших кладбищ города.
На кладбище находится одно из крупнейших воинских захоронений Грузии времен Великой Отечественной войны. Рядом с могилами стоит обелиск Воинской славы. Здесь проходят торжественные мероприятия, связанные с празднованием Праздника победы в Великой Отечественной войне.
Есть участок польских захоронений — «польский холм». Есть езидский участок.

## История

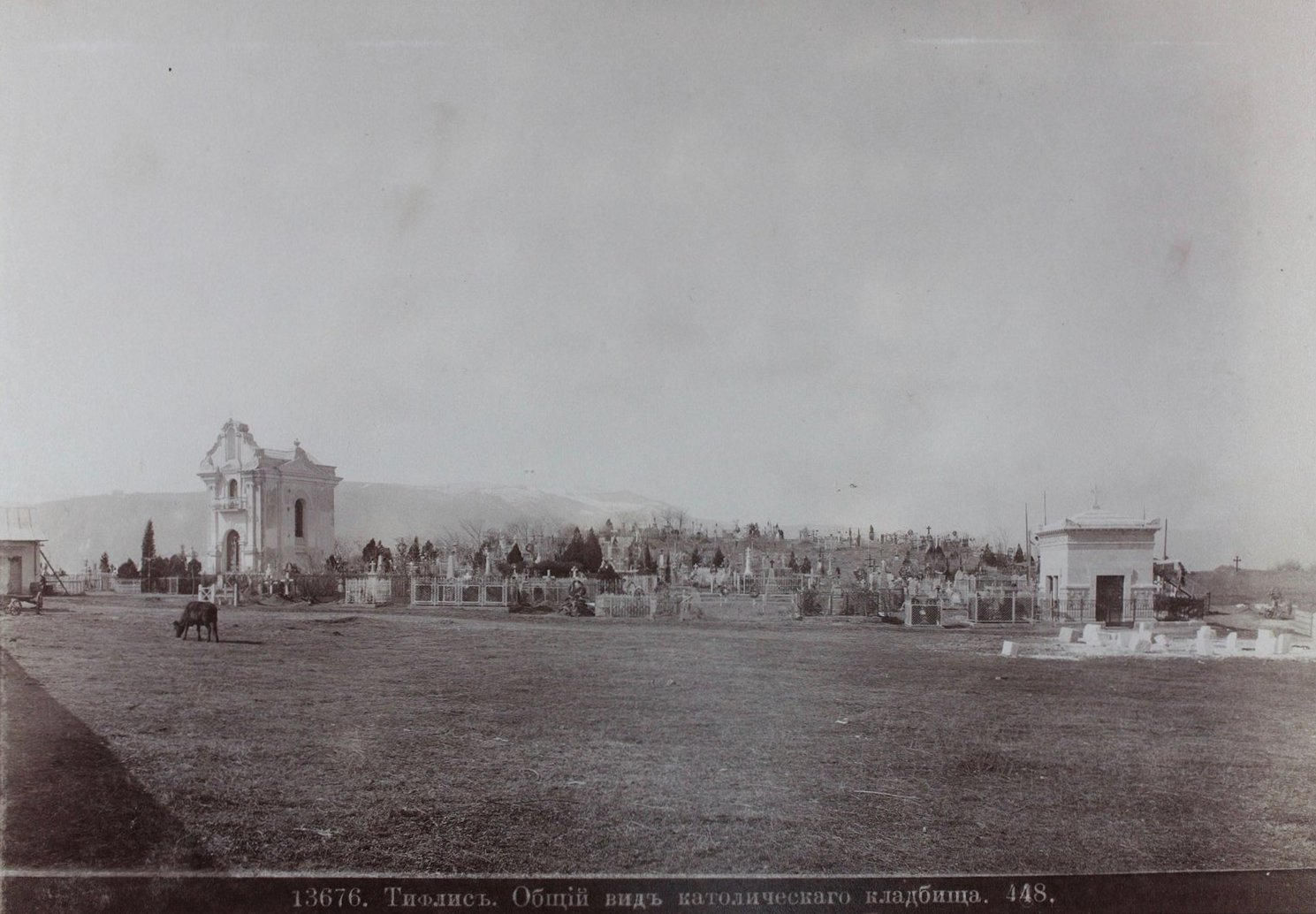
Кукийское кладбище. Фото начала XX века

Возникло в конце XVIII века как местное сельское кладбище. Деревня Кукия впервые обозначена на карте 1772 года естествоиспытателя Гюльденштедта
В 1895 году на кладбище была освящена каменная Церковь святой Нины
До 1920 года кладбище было разделено на несколько участков по религиозной принадлежности усопших: католики, лютеране, православные христиане, езиды и молокане. По мере роста кладбища границы между участками исчезали. В 1930 году была разрушена кладбищенская католическая церковь.

## Известные захоронения
См. Категория:Похороненные на Кукийском кладбище
Могила блаженной Анастасии Сазановой (1886—1970).

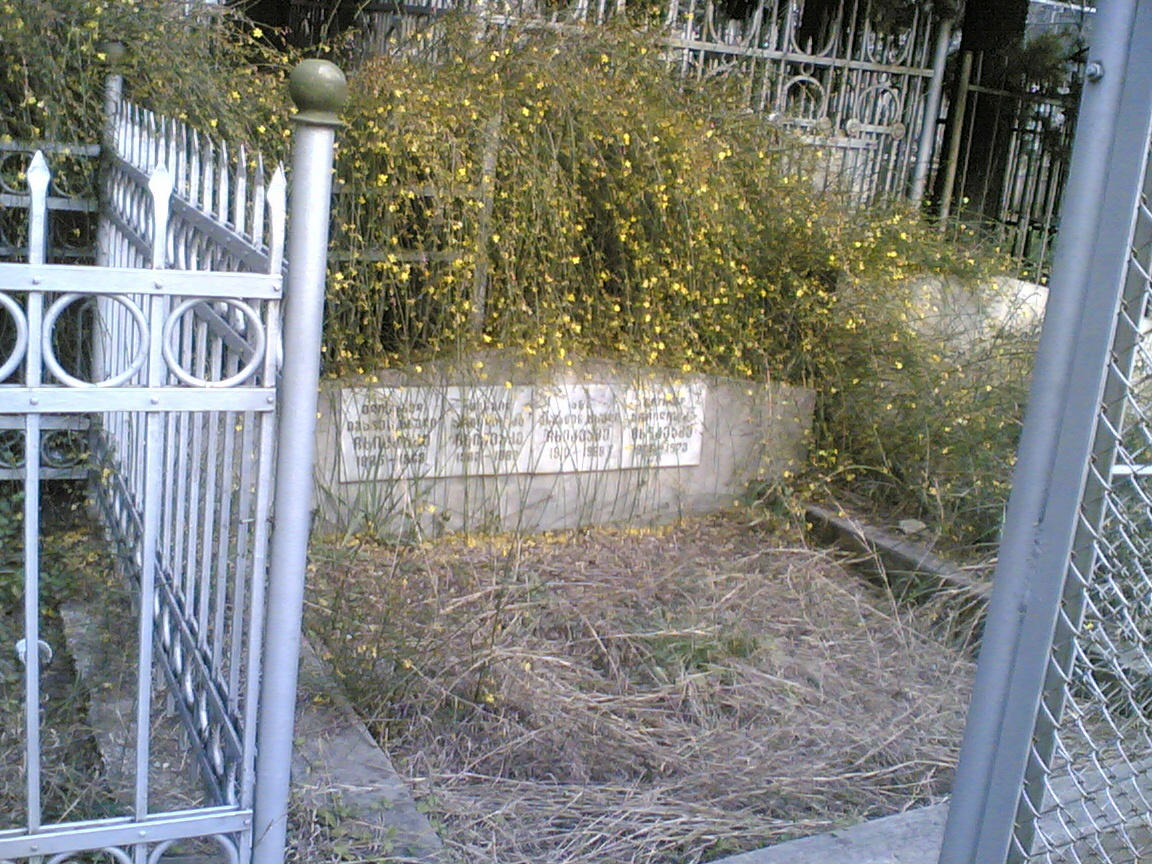
Могила архитектора М. Чхиквадзе

Предположительно, на Кукийском кладбище был похоронен умерший в нищете Нико Пиросмани. Могила с его возможным захоронением была обнаружена в 2014 году, но эта версия не получила подтверждения.
Здесь упокоились видные грузинские политики — депутаты Государственной думы России Арчил Джапаридзе и Севериан Джугели, член Учредительного собрания Грузии Рафаэль Чихладзе
На Кукийском кладбище похоронена первая жена Сталина Екатерина Сванидзе. Британский историк Саймон Монтефиоре, автор книги «Молодой Сталин», не сомневается в подлинности и силе чувств Сталина к первой жене. Ссылаясь на свидетельства её родственников (большинство из которых погибли в годы сталинских репрессий), он отмечает, что во время похорон жены у Сталина помутился разум, и когда гроб с умершей опускали в могилу, вдовец прыгнул за ней, и его с трудом вытащили обратно.
На кладбище также похоронен Йозеф Навратил — чешский певец, хормейстер, фольклорист, основатель первого профессионального коллектива грузинской песни. Болгарский государственный деятель Георгий Теохаров.